# 적미의 난
적미의 난(赤眉-亂)는 18년 지금의 산둥성에서 번숭(樊崇)이나 역자도(力子都) 등을 지도자로 하여 일어난 반(反)왕망의 농민 반란이다(18~27). 적미적의 난이라고도 한다. 그들은 왕망의 실정(失政)하에서 몰락유망(沒落流亡)을 강요당한 농민들로서, 눈썹을 붉게 칠한 것으로 자기편의 표지를 삼았다. 서쪽으로 진격하면서 수십만 명으로 늘어나 25년에는 한실(漢室)의 혈통을 이은 소년 유분자(劉盆子)를 황제로 내세워 장안을 함락시켰다. 그러나 이와 같은 농민 세력은 호족들이 용인할 수 없는 것이었으므로 유수(劉秀, 光武帝·後漢始祖) 등의 세력과 대결하게 되어 27년 마침내 항복하였다.

## 같이 보기
- 적미군

## 참고 자료
- 이 문서에는 다음커뮤니케이션(현 카카오)에서 GFDL 또는 CC-SA 라이선스로 배포한 글로벌 세계대백과사전의 내용을 기초로 작성된 글이 포함되어 있습니다.